# Gyula Fényi
Gyula Fényi (även Julius Fényi), född 8 januari 1845 i Ödenburg, död 21 december 1927 i Kalocsa, var en ungersk astronom.
Fényi inträdde 1864 i jesuitorden, men ägnade sig sedermera huvudsakligen åt astronomin. Han blev 1881 assistent vid och 1885 chef för det av kardinal Lajos Haynald grundade observatoriet i Kalocsa. Fényis forskning var särskilt inriktad på solytan och framförallt protuberanserna, inom vilket område han publicerade undersökningar.
Månkratern Fényi och asteroiden 115254 Fényi är uppkallade efter honom.